# Pat Pattison (Musiker)
Pat Pattison (* um 1900; † unbekannt) war ein US-amerikanischer Jazzmusiker (Kontrabass, Tuba).

## Leben und Wirken
Pattison spielte als Tubist 1928 bei Danny Altier and His Orchestra, dem u. a. auch Muggsy Spanier angehörte; („I'm sorry, Sally“, Vocalion). 1931/32 löste er kurzzeitig den Bassisten Elmer Krebs im Coon-Sanders Original Nighthawks Orchestra ab.  1935 war er Bassist von Paul Mares’ Friars Society Orchestra, mit dem er für Merritt und Okeh Records („Nagasaki“, „Maple Leaf Rag“) aufnahm. Ab Ende der 1930er-Jahre spielte er bei Muggsy Spanier and His Ragtime Band („Someday Sweetheart“, Bluebird). Letzte Aufnahmen Pattisons entstanden 1944/45 in Chicago, als er bei Bud Jacobson & His Hot Club Orchestra spielte. Im Bereich des Jazz war er zwischen 1928 und 1945 an sieben Aufnahmesessions beteiligt. Mit Gideon Honoré, Jack Gorss und Tut Soper trat Pattison 1945 bei einem Gedenkkonzert in der Mandel Hall für Jimmie Noone auf.
Für Vera Lynn schrieb er den Popsong There'll Come Another Day.
Gegenüber dem häufig verwendeten perkussiven Spiel des Kontrabasses in der Ära des Chicago-Jazz, das George Brunies 1924 aus New Orleans importiert hatte und das etwa von Wellman Braud, Arnold Loyacano, Ed Garland und Chink Martin verwendet wurde, spielten Bassisten wie Jim Lanigan, Pat Pattison und Earl Murphy stattdessen String-Bass.